# Wrzosiec krwisty

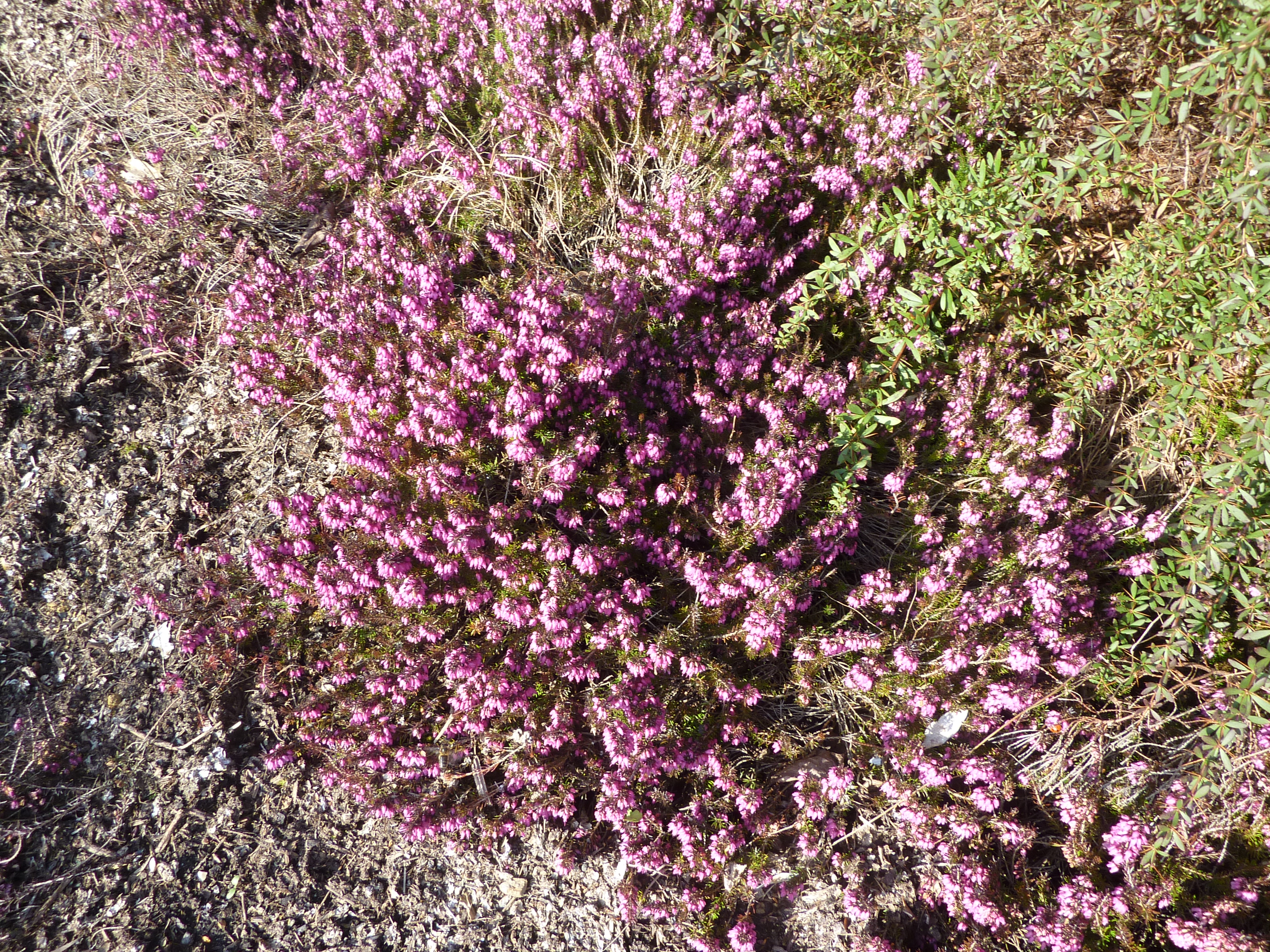
'Challenger'

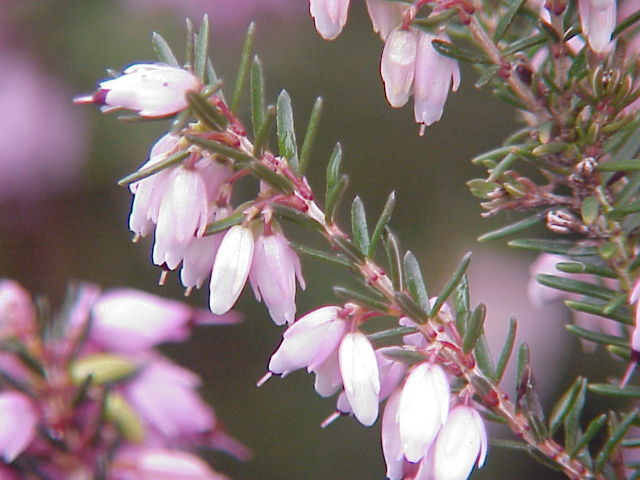
Kwiaty

Wrzosiec krwisty (Erica carnea L.), nazywany także wrzoścem czerwonym lub wiosennym – gatunek rośliny z rodziny wrzosowatych (Ericaceae). Rośnie dziko w środkowej i południowej Europie w północno-zachodniej części Półwyspu Bałkańskiego oraz w Maroku.

## Morfologia
PokrójZimozielone krzewniki dorastające do 20–30 cm. Pędy cienkie.
LiścieIgiełkowate, zielone lub żółte. Nagie lub owłosione, ułożone po kilka w okółku.
KwiatyZwisłe, o dzbanuszkowatym kształcie, zebrane w grono. Kolory od białego poprzez różowy do ciemnego amarantu.

## Zastosowanie
Roślina ozdobna. Jej walorami są: ładny pokrój, intensywne kwitnienie i długi okres kwitnienia. Jest również doskonałą rośliną okrywową. Kwitnie obficie od lutego do kwietnia. W Polsce uprawianych jest kilka odmian. Gatunek znany jest od 1753 r. Z pozoru są do wrzosów łudząco podobne, z bliska widać jednak różnice w ulistnieniu i wyglądzie kwiatostanów. W wyniku skrzyżowania wrzośca krwistego z Erica erigena otrzymano mieszańca wrzośca darlejskiego.

## Uprawa
- Wymagania: jest dość odporny na mróz. Wymaga gleb kwaśnych lecz jest bardziej tolerancyjny od wrzosów na odczyn gleby.  Najlepiej rośnie w sąsiedztwie innych roślin wrzosowatych lub iglaków.
- Sposób uprawy:  uprawiany jest z gotowych sadzonek. W miejscu sadzenia należy wybrać w ziemi dołek i wypełnić go ziemią zmieszaną z kwaśnym torfem i żwirem. Nie lubi ziemi zbyt żyznej oraz zawierającej wapń[4]. Miejsce dookoła sadzonek należy obłożyć korą. W czasie suszy należy podlewać. Po przekwitnieniu wskazane przycięcie pędów.

## Odmiany
- 'Alba' – o białych kwiatach i zielonych liściach.
- 'Challenger' – o fioletowych kwiatach i zielonych liściach. Kwitnie od II-IV.
- 'Golden Starlet' – o białych kwiatach i żółtych liściach. Odmiana niska
- 'Myretoun Ruby' – o winnoczerwonych kwiatach i ciemnozielonych liściach. Kwitnie III-IV.
- 'Rubinteppich' – o czerwonych kwiatach i zielonych liściach. Odmiana niska.
- 'Snow Queen' – o białych kwiatach i jasnozielonych liściach. Kwitnie od stycznia do kwietnia (kwiaty rozwijają się już pod śniegiem).
- 'Springwood Pink' – o różowych kwiatach i zielonych liściach. Odmiana niska.
- 'Springwood White' – o białych kwiatach i zielonych liściach. Odmiana płożąca.
- 'Vivelli' – o czerwonych kwiatach i zielonobrązowych liściach. Kwitnie późno.
- 'Westwood Yellow' – o białych kwiatach i cytrynowozielonkawych liściach.
- 'Winter Beauty' – o różowych kwiatach i zielonych liściach. Ma zwarty pokrój, kwitnie II-III.